# Abtwil AG
| AG ist das Kürzel für den Kanton Aargau in der Schweiz. Es wird verwendet, um Verwechslungen mit anderen Einträgen des Namens Abtwil zu vermeiden. |

Abtwil (in einheimischer Mundart: [ˈɑpˑəl]) ist eine Einwohnergemeinde im Schweizer Kanton Aargau. Sie gehört zum Bezirk Muri und liegt an der Grenze zum Kanton Luzern.

## Geographie
Die Gemeinde liegt am Fuss des südlichsten Ausläufers des Lindenbergs, am Übergang zwischen dem Reusstal im Osten und dem Seetal im Westen. Rund zweihundert Meter südlich des eigentlichen Dorfes liegt etwas versetzt der Weiler Altchilen. Der grösste Teil des Gemeindegebiets ist flach bis wellig. Nur im Nordwesten steigt das Gelände bis zum Kamm des Lindenbergs leicht an. Ganz im Süden erstreckt sich das Moos, ein kleines Moorgebiet.
Die Fläche des Gemeindegebiets beträgt 414 Hektaren, davon sind 91 Hektaren bewaldet und 36 Hektaren überbaut. Der höchste Punkt befindet sich auf dem Kamm des Lindenbergs auf 665 m ü. M., der tiefste an der östlichen Gemeindegrenze auf 500 m ü. M. Nachbargemeinden sind Sins im Norden und Osten sowie Hohenrain im Westen.

## Geschichte
Die Gegend um Abtwil war bereits während der Römerzeit besiedelt. Auf dem «Heidenhügel» befand sich damals eine villa rustica. Um die römische Ruine herum hauten die Alamannen zwei Dutzend Gräber in den Sandsteinboden. Die 1860 bei Bauarbeiten entdeckten Gräber waren genau nach Mass in den Boden gehauen worden. Diese Technik wurde auch bei Gräbern in Algerien angewendet, die eingewanderten Berbern zugeschrieben werden. Ob mehr als Zufall dahintersteckt, konnte bis heute noch nicht nachgewiesen werden.
Die erste Erwähnung der Ortschaft (et in Apwil VI liberos censarios) aus der ersten Hälfte des zwölften Jahrhunderts ist nur in einer Abschrift aus dem 14. Jahrhundert erhalten; die älteste Original-Urkunde von 1256 (in Apwiler) stammt aus dem Kloster Muri. Damals versuchte Graf Gottfried von Habsburg-Laufenburg vergeblich, seinen Besitzanspruch über das Dorf geltend zu machen. Der Ortsname geht wohl zurück auf eine althochdeutsche Zusammensetzung *App(in)wilari und bedeutet «Hofsiedlung des Appo».
Abtwil gehörte im Mittelalter zum habsburgischen Amt Meienberg. Im Jahr 1415 eroberte Luzern das Amt Meienberg, musste es aber 1425 an den gemeinsamen Besitz der Eidgenossen zurückgeben. Aus den eroberten Gebieten wurden die Freien Ämter gebildet, eine Gemeine Herrschaft. Nachdem 1742 die alte Kirche über dem (damals noch nicht entdeckten) alemannischen Friedhof im Ortsteil Altchilen abgebrochen und durch einen Neubau am heutigen Standort ersetzt worden war, wurde Abtwil 1748 eine eigene Pfarrei. Bis 1865 stammten die Pfarrer alle aus dem Kloster Engelberg. Die Grundherrschaft lag bis 1805 bei der Johanniterkommende in Hohenrain.
Im März 1798 nahmen die Franzosen die Schweiz ein und riefen die Helvetische Republik aus. Abtwil war nun eine Gemeinde im Distrikt Muri des kurzlebigen Kantons Baden; seit 1803 gehört sie zum Kanton Aargau. Bis weit ins 20. Jahrhundert hinein blieb das Dorf landwirtschaftlich geprägt, die Einwohnerzahl schwankte viele Jahrzehnte lang zwischen 300 und 400. Während des Zweiten Weltkriegs wurde im Moos Torf abgebaut. Ende der 1980er Jahre setzte eine durch die Nähe zu den Städten Luzern und Zug begünstigte markante Bautätigkeit ein. Die Gemeinde wuchs innerhalb von fünfzehn Jahren um fast das Doppelte.

## Sehenswürdigkeiten

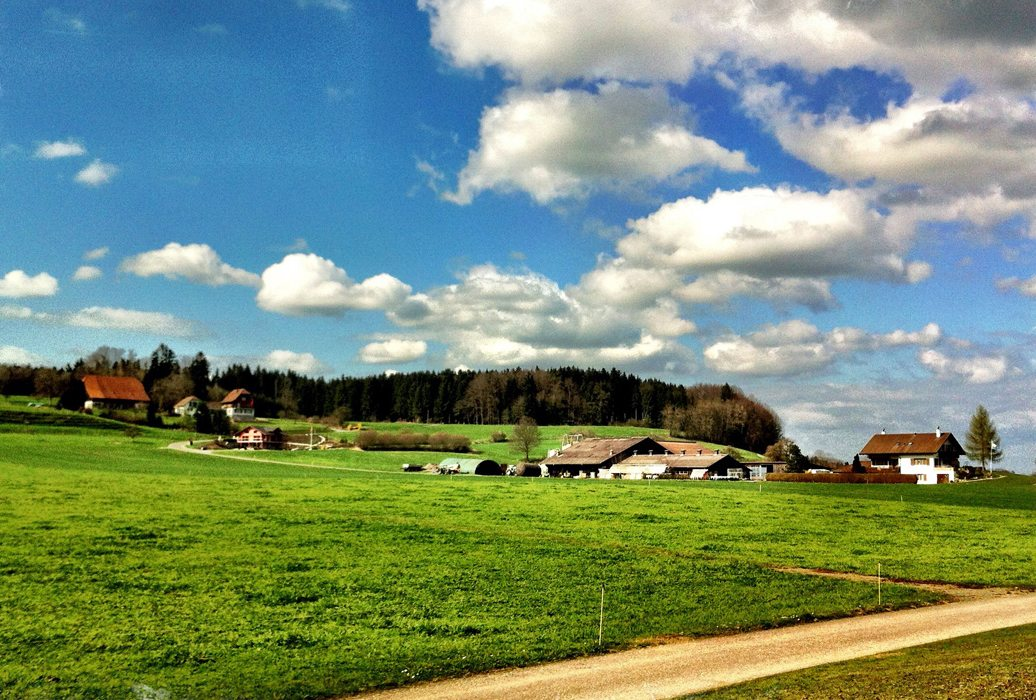
Die Weiler Feld und Waldegg oberhalb des Dorfes

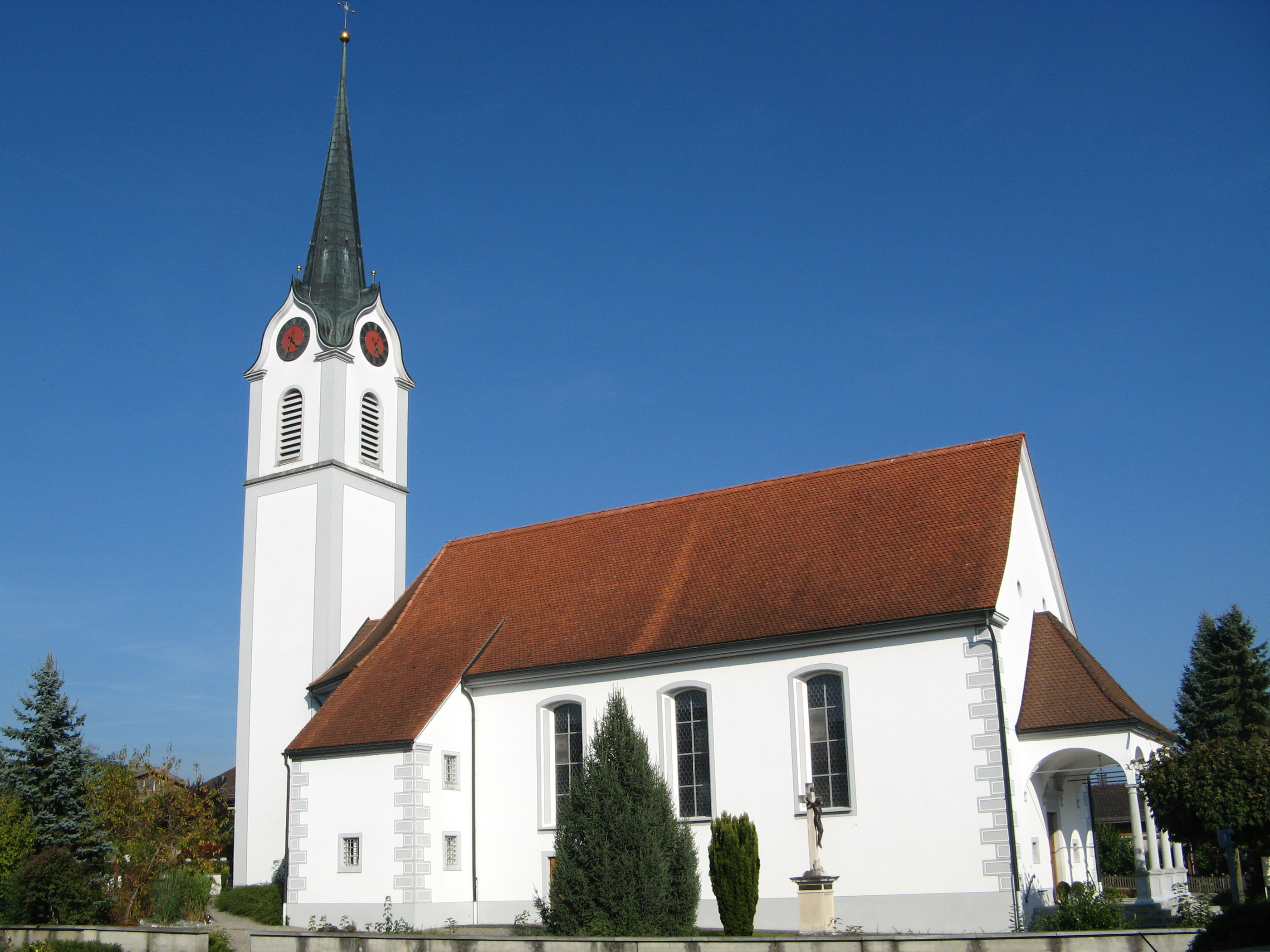
Pfarrkirche St. Germanus

Historisches Luftbild von Werner Friedli von 1964

Die barocke Pfarrkirche St. Germanus wurde von 1740 bis 1742 erbaut und ersetzte ein älteres Kirchengebäude, das sich bis ins 14. Jahrhundert zurückverfolgen lässt. 1877 entstand an der Stirnseite des Chors der Kirchturm, die Ausstattung stammt überwiegend aus dem 19. Jahrhundert und ist im klassizistischen Stil gehalten.

## Wappen
Die Blasonierung des Gemeindewappens lautet: «In Blau die gelbe Krümme eines Abtstabes mit wehendem weissem Velum (Schweisstuch) an gelbem Anhänger und mit gelben Quasten.» Das 1953 eingeführte Wappen zeigt das Emblem des heiligen Germanus von Granfelden, des ersten Abtes von Moutier-Grandval und Kirchenpatrons von Abtwil.

## Bevölkerung
Die Einwohnerzahlen entwickelten sich wie folgt:
| Jahr      | 1850 | 1900 | 1930 | 1950 | 1960 | 1970 | 1980 | 1990 | 2000 | 2010 | 2020 |
| Einwohner | 393  | 325  | 347  | 342  | 343  | 297  | 321  | 369  | 674  | 907  | 954  |

Am 31. Dezember 2023 lebten 1063 Menschen in Abtwil, der Ausländeranteil betrug 18,5 %. Bei der Volkszählung 2015 bezeichneten sich 60,0 % als römisch-katholisch und 12,6 % als reformiert; 27,4 % waren konfessionslos oder gehörten anderen Glaubensrichtungen an. 97,0 % gaben bei der Volkszählung 2000 Deutsch als ihre Hauptsprache an.

## Politik und Recht
Die Versammlung der Stimmberechtigten, die Gemeindeversammlung, übt die Legislativgewalt aus. Ausführende Behörde ist der fünfköpfige Gemeinderat. Er wird im Majorzverfahren vom Volk gewählt, seine Amtsdauer beträgt vier Jahre. Der Gemeinderat führt und repräsentiert die Gemeinde. Dazu vollzieht er die Beschlüsse der Gemeindeversammlung und die Aufgaben, die ihm vom Kanton zugeteilt wurden. Für Rechtsstreitigkeiten ist in erster Instanz das Bezirksgericht Muri zuständig. Abtwil gehört zum Friedensrichterkreis XIII (Muri).

## Wirtschaft
In Abtwil gibt es gemäss der im Jahr 2015 erhobenen Statistik der Unternehmensstruktur (STATENT) rund 190 Arbeitsplätze, davon 25 % in der Landwirtschaft, 35 % in der Industrie und 40 % im Dienstleistungssektor. Weit mehr als die Hälfte der Erwerbstätigen sind Wegpendler und arbeiten mehrheitlich in den Agglomerationen von Luzern und Zug.

## Verkehr
Die Gemeinde liegt zwar etwas abseits des Durchgangsverkehrs, ist aber über gut ausgebaute Nebenstrassen mit Sins, Hochdorf und Ballwil verbunden. Ein Busrundkurs der Busbetriebe Seetal-Freiamt (seit 2004 Teil der Zugerland Verkehrsbetriebe) verkehrt von Sins über Auw, Abtwil und Fenkrieden zurück nach Sins.

## Bildung
Die Gemeinde verfügt über einen Kindergarten und eine Primarschule. Sämtliche Oberstufen der obligatorischen Volksschule (Realschule, Sekundarschule, Bezirksschule) können in Sins besucht werden. Das nächstgelegene Gymnasium ist die Kantonsschule Wohlen.

## Persönlichkeiten
- Maria Benedikta Magdalena Rüttimann (1764–1834), Äbtissin
- Joseph Balmer (1828–1918), Kirchen- und Historienmaler
- Josef Villiger (1910–1992), in Abtwil aufgewachsener Mundartautor
- Hannes Ineichen (* 1933), Architekt und Autor
- Harry Knüsel (* 1961), Schwingerkönig
- Céline Burkart (* 1995), Badmintonspielerin